# Orchestre national Bordeaux Aquitaine
L'Orchestre national Bordeaux-Aquitaine (ONBA) est un orchestre symphonique français, fondé en 1940 par la fusion de deux orchestres antérieurs.

## Historique
L'Orchestre national Bordeaux-Aquitaine trouve ses origines dans l'orchestre de la société Sainte-Cécile de Bordeaux, créé en 1853 par le chef d'orchestre du Grand-Théâtre, Charles Mézeray. Réuni en 1940 à celui de l'Association des professeurs du Conservatoire, fondé en 1932 par le directeur du conservatoire de la ville, Gaston Poulet, il prend le nom de Société des concerts du conservatoire. Sur scène ou dans la fosse, la formation est alors dirigée par Désiré-Émile Inghelbrecht, André Cluytens, Hans Knappertsbusch, Gabriel Pierné.
La fin de la Seconde Guerre mondiale est marquée par le départ de Gaston Poulet et l'orchestre, devenu « orchestre philharmonique de Bordeaux », est alors confié à son successeur, Georges Carrère. En 1963, à l'arrivée de Jacques Pernoo, il prend le nom d' « orchestre symphonique de Bordeaux ». 
En 1973, sous l'impulsion de la politique de décentralisation musicale de Marcel Landowski, l'activité de l'orchestre doté d'une nouvelle mission régionale s'intensifie. Avec son nouveau directeur Roberto Benzi assisté de Patrick Juzeau, l'orchestre de Bordeaux-Aquitaine, fort de 95 musiciens, continue de se produire dans la fosse du Grand-Théâtre de Bordeaux et d'assurer une importante saison symphonique dans le Sud-Ouest ainsi qu'à l'étranger (Italie, Maroc, Suisse, Allemagne). En 1979, la ville de Bordeaux a besoin d'une salle de spectacle de grande envergure - plus grande que le Grand Théâtre - et décide de faire rénover le Palais des sports de Bordeaux pour le chef d'orchestre Roberto Benzi afin de pouvoir y jouer des concerts de musique classique ; des boucliers acoustiques sont posés. En 1987 et 1988, d'autres travaux ont été menés : on peut alors y entendre des représentations lyriques. Ces concerts ont d'ailleurs un tel succès que le Palais des Sports est déserté par les sportifs au profit des musiciens ! C'est aussi une des salles de spectacles de l'Opéra national de Bordeaux. La salle a une capacité de 1400 places. 
En 1988, Alain Lombard est nommé directeur musical de la formation, promue à cette occasion « Orchestre national Bordeaux-Aquitaine. » En 1990, il assure également la direction artistique de l'opéra national de Bordeaux. Mais en 1995, en conflit avec la nouvelle équipe municipale emmenée par Alain Juppé, il est déchargé de l'ensemble de ses responsabilités. John Neschling lui succède de 1996 à 1998, puis Hans Graf jusqu'en 2004. De 2004 à 2006, Christian Lauba est le directeur musical de l’Orchestre national Bordeaux-Aquitaine et Yutaka Sado est le principal chef invité de la formation.
Pour la saison 2007-2008, le poste de directeur musical est confié au chef canadien d'origine trinidadienne Kwamé Ryan. En juillet 2012, Paul Daniel est nommé directeur artistique et musical de l’Orchestre national Bordeaux-Aquitaine en remplacement de Kwamé Ryan, qui quitte ses fonctions fin juin 2013.  En 2013, Bordeaux se dote d'un auditorium de 1400 places en remplacement du palais des sports, devenu obsolète.
Outre ses prestations symphoniques et chambristes à Bordeaux et dans la région Aquitaine, l'Orchestre national Bordeaux Aquitaine, qui compte aujourd'hui 118 musiciens, participe aux plus grands festivals français (Folle Journée de Nantes, La Roque-d'Anthéron, etc.).
Le 25 février 2013, l'Auditorium de Bordeaux et l'Orchestre national Bordeaux-Aquitaine accueillent les 20e Victoires de la musique classique.
En mai 2023, le chef d'orchestre américain Joseph Swensen est nommé directeur musical de l’orchestre à compter de la saison 2024-2025.

## Chef d'orchestre
- Franz Beck (1723-1809)

## Directeur musical
- Gaston Poulet (1932-1944)
- Georges Carrère (1944-1963)
- Jacques Pernoo (1963-1972)
- Roberto Benzi (1972-1987)
- Alain Lombard (1988-1995)
- John Neschling (1996-1998)
- Hans Graf (1998-2004)
- Christian Lauba (2004-2006)
- Kwamé Ryan (2007-2013)
- Paul Daniel (2013-2021[3])
- Joseph Swensen (à partir de 2024[3])